# Ла-Тур (Міссурі)
Ла-Тур (англ. La Tour) — переписна місцевість (CDP) в США, в окрузі Джонсон штату Міссурі. Населення — 65 осіб (2020).

## Географія
Ла-Тур розташована за координатами 38°38′8″ пн. ш. 94°6′2″ зх. д. / 38.63556° пн. ш. 94.10056° зх. д. (38.635643, -94.100549).  За даними Бюро перепису населення США в 2010 році переписна місцевість мала площу 0,28 км², з яких 0,28 км² — суходіл та 0,00 км² — водойми.

## Демографія
Згідно з переписом 2010 року, у переписній місцевості мешкали 62 особи в 26 домогосподарствах у складі 18 родин. Густота населення становила 218 осіб/км².  Було 30 помешкань (105/км²).
Расовий склад населення:
| - 98,4 % — білих |

До двох чи більше рас належало 1,6 %. Частка іспаномовних становила 0,0 % від усіх жителів.
За віковим діапазоном населення розподілялося таким чином: 22,6 % — особи молодші 18 років, 75,8 % — особи у віці 18—64 років, 1,6 % — особи у віці 65 років та старші. Медіана віку мешканця становила 40,5 року. На 100 осіб жіночої статі у переписній місцевості припадало 138,5 чоловіків;  на 100 жінок у віці від 18 років та старших — 128,6 чоловіків також старших 18 років.
Цивільне працевлаштоване населення становило 22 особи. Основні галузі зайнятості: науковці, спеціалісти, менеджери — 36,4 %, транспорт — 31,8 %, виробництво — 31,8 %.